# Carmen de Alonso
Carmen de Alonso (1909-1993), seudónimo de Carmen Margarita Carrasco Barrios, fue una profesora y escritora chilena.

## Biografía
Carmen Margarita Carrasco Barrios nació en La Serena. Estudió en Ovalle y en Santiago de Chile y obtuvo el título de profesora normalista. Trabajó como docente en Santiago y ocupó varios cargos en la Biblioteca Nacional de Chile.
Comenzó a tener éxito publicando cuentos y fue una prolífica colaboradora de periódicos y revistas, incluida la revista Atenea y su propia columna "Al Pasar" en la revista Margarita. En la década de 1950 se hizo conocida por sus colecciones de cuentos para niños Medallones de sol y Medallones de luna. En 1957 su cuento "La puebla" (luego incluido en la colección de 1962 La cita y muchas otras antologías) ganó el Premio Mariano Latorre de Cuentos Populares. A principios de la década de 1960 también fueron populares sus antologías Érase una amapolita y La casita de cristal.
Muchas de sus historias eran cuentos populares ambientados en el norte grande de Chile y tocaban las condiciones de pobreza, violencia e injusticia. Alonso fue reconocida como una de las escritoras más destacadas del país sobre la vida rural, y sus historias fueron recopiladas en muchos libros.

## Obras

### Novelas
- Anclas en la ciudad (1941)

### Colecciones de cuentos
- Gleba (1936)
- Provena (1938)
- Y había luz de estrellas (1950)
- La cita (1962)

### Colecciones de cuentos infantiles
- Medallones de sol (1955)
- Medallones de luna (1956)
- Cantaritos (Leyendas americanas) (1958)
- Érase una amapolita: Nuevas leyendas americanas (1962)
- La casita de cristal (1962)[1]